# Ignacio Barraquer
Ignacio Barraquer Barraquer (Barcelona 25 de marzo de 1884-Barcelona, 13 de mayo de 1965) fue un oftalmólogo español conocido por sus avances sobre la cirugía de cataratas.
Nacido en el seno de una familia de ilustres científicos y médicos oftalmólogos. Fue alumno del IES Ramón Muntaner. En el año 1907 se licencia en medicina y cirugía; un año más tarde, en 1908, consigue el doctorado en oftalmología. En 1910 se casa con Josefina Moner, con la que tendrá siete hijos, dos de los cuales seguirán su camino en el mundo de la oftalmología.
En el año 1947, crea en Barcelona el Instituto Barraquer de Oftalmología, destinado al estudio, investigación y enseñanza de esta disciplina de la ciencia. Paralelamente pone en marcha la clínica. Revolucionó la cirugía de cataratas del momento, con su nueva técnica conocida como facoéresis.
Su obra ha continuado gracias al trabajo de sus hijos Joaquín Barraquer, que continuó su labor al frente del Centro de Oftalmología Barraquer de Barcelona, y José Barraquer, también oftalmólogo conocido como "el padre de la cirugía refractiva moderna", y a sus nietos, Elena Barraquer Compte y Rafael Ignacio Barraquer Compte, que igualmente se han dedicado a la oftalmología.

## Biografía
Hijo de José Antonio Barraquer Roviralta, oftalmólogo de renombre, y de su prima, Concepción Barraquer. Desde pequeño, Ignacio aprendió las técnicas médicas de su padre y asistió a las operaciones que practicaba, hasta el punto de que a los 13 años (1897) Ignacio realizó su primera intervención y desde los 14 años participaba en las operaciones de su padre.
En el año 1900 el doctor Barraquer acaba el bachillerato con muy buena nota (excelente), el curso siguiente (1901) estudia física y química en el Instituto General Técnico de Barcelona; seguidamente, en el año 1902 comienza estudios de Histología en la Facultad de Medicina de París. En el año 1904 escribió su primer trabajo científico titulado: «La tuberculosis del oído», que es publicado en La Gaceta Médica. Dos años más tarde asistió como meritorio al Dispensario de Oftalmología del Hospital de la Santa Cruz de Barcelona y es nombrado médico auxiliar del Hospital de la Santa Cruz. Se doctoró en 1908. Posteriormente viaja a París y a Montpellier donde se dedica a trabajar en diversos ámbitos de la medicina como la histología, la anatomía patológica y la embriología. Volvió a Barcelona, donde siguió cursos de mecánica, modelado y artes plásticas en la Escuela de Artes y Oficios de Barcelona, siendo nombrado profesor auxiliar de la Cátedra de Oftalmología en el año 1909.
En el terreno personal, en 1910, Ignacio Barraquer se casó con Josefina Moner, con la que tuvo siete hijos: María Concha, María Antonia, María Teresa, José Ignacio, Joaquim, Mercedes y Carmen.
En el año 1917, después de varias pruebas, el doctor Barraquer construyó el erisífaco (erysiphake, del griego phakós: lente y hairesis/haireseos: acción de sacar, extraer), un aparato ideado por él formado por una ventosa unida a un aparato aspirador que, por succión, sujeta al cristalino por su cara anterior y lo extrae. Esta técnica se denomina facoéresis, también conocida como la operación (o procedimiento, o técnica) de Barraquer. Con el paso de los años, Barraquer la va perfeccionando; este mismo año publica el trabajo: "Quelques indications de la phacoéresis".

En 1918 es nombrado catedrático de oftalmología de Barcelona. Al año siguiente publica el libro Extracción ideal de la catarata. En este trabajo señala:
«Evitar toda presión sobre el órgano e instrumentos cortantes, dentro de las cámaras oculares, es la única forma de ver desaparecer con toda seguridad la pérdida de humor vítreo. Esta idea constituyó mi objetivo al poner en práctica mi procedimiento de extracción "in toto" que tengo el honor de comunicar a esta sabia corporación. La técnica consiste en adaptar a la superficie de la catarata una pequeña ventosa que hace presa de ella y permite su movilización, su separación del ligamento, de modo tan completo y suave, que basta la acción de retirar el instrumento, sin tracción ni fuerza alguna, para ver salir enteros el cristalino y su cápsula, con pasmosa facilidad, sin la menor violencia para el ojo; nunca se necesita compresión, ni la entrada en el ojo de otro instrumento».
En el año 1920 presentó en el Primer Congreso Nacional de Medicina los trabajos Crítica de los métodos modernos de extracción de la catarata y Sobre mil facoérisis. También habló sobre su experiencia en su intervención en el Congreso Internacional de Oftalmología celebrado en Washington en 1922. En 1923 publicó un balance de la aplicación de su procedimiento titulado «La enseñanza de siete años de facoérisis» en la revista La Medicina Íbera. Su técnica se difundió pronto por todo el mundo. La técnica empleada anteriormente usaba una pinza en lugar de una ventosa, lo que complicaba la operación. Como anécdota, en un congreso internacional de oftalmología, en el que se discutían ambas técnicas, el doctor Barraquer, en medio de una gran expectación y para defender su técnica, dijo: «Señores, comparen ustedes la pinza de presión del cristal con la uña de un gato, y mi ventosa con los labios de una bella mujer. ¿Que preferirían sentir ustedes en su mejilla?». Con estas palabras la discusión se dio por terminada.
Cuando se produjo la vacante de la cátedra de Oftalmología en la Universidad de Barcelona, Ignacio Barraquer trabajaba con su padre, que era el titular de la asignatura y entre 1919 y 1923 ejerció de catedrático interino de su especialidad. En 1921, Ignacio Barraquer fue nombrado profesor encargado de la cátedra de Oftalmología. En febrero de 1925 organizó una reunión de oftalmólogos españoles y franceses en Barcelona bajo el tema "Compenetración y fraternidad profesional hispanofrancesa". A raíz de aquella reunión nació la Sociedad Oftalmológica de Barcelona. En el año 1926 tuvo un accidente de coche, en el cual se fractura la tibia. Las secuelas del accidente le dejan una limitación funcional en la pierna que no le permite caminar correctamente; él mismo inventó una prótesis externa que le permitió caminar normalmente el resto de su vida.
En el año 1928 obtuvo la plaza de médico numerario en el Hospital de la Santa Cruz y San Pablo. En el año siguiente, en el 1929 mostró a las eminencias de París un procedimiento nuevo y revolucionario para operar las cataratas (la inspiración de éste proviene de la observación de sanguijuelas).
En 1931 publicó "Operación de la catarata senil", dos años más tarde, en el 1933, escribió dos trabajo sobre técnicas quirúrgicas: la corrección del estrabismo y la escleroiridectomia en el glaucoma. También en 1933 es nombrado profesor libre de Oftalmología de la Universidad Autónoma de Barcelona. Ese mismo año comienzan las obras de su clínica , pero la complicada situación política le obliga a dejar Barcelona. Durante la Guerra Civil se desplaza a Francia y después Tánger , donde trabaja como cirujano ocular. Una vez finalizada la guerra civil organizó y también dirigió el Dispensario Oftalmológico de la Cruz Roja de Barcelona, hasta 1942.
En 1939 es nombrado capitán honorario del Ejército, por sus servicios a éste. Se convirtió en jefe del Servicio de Oftalmología de la Cruz Roja y retomó las obras de construcción de la Clínica Barraquer, en las que el Dr.Barraquer intervino muy directamente, tanto en la distribución de los espacios como en el diseño del mobiliario. Dos años más tarde (1941) se inauguró la Clínica Barraquer, construido por el arquitecto Joaquim Lloret i Homs, un edificio de estilo art déco de 3 pisos, 30 camas , 5 despachos y 1 sala de operaciones. Era una clínica privada pero también hubo espacio para atender casos de beneficencia.
En 1947, junto con su esposa, fundó el Instituto Barraquer, dedicado fundamentalmente a la docencia y la investigación, así como a la difusión de nuevos tratamientos. A este centro acudían médicos de todo el mundo atraídos por el prestigio de su fundador. También fundó y dirigió una revista propia, "Estudios e informaciones oftalmológicos", la cual se llamó posteriormente (en 1957) "Anales del Instituto Barraquer". Publicó el trabajo: "Secuelas de la quistitomía". En 1953 escribió "La evolución de la facoéresis".
Sentía una fuerte atracción por los animales; tanto que llegó a tener un pequeño zoológico en el jardín de su casa Torre Vilana en la Bonanova y, más tarde, en la avenida Pearson. Este hecho explica, quizás, su gran fascinación por los espectáculos de circo a los que acudía con cierta frecuencia. Otra de sus aficiones fue la decoración, que pudo desarrollar en el diseño de su clínica.
Ignacio Barraquer murió en Barcelona el 13 de mayo de 1965 tras una larga afección hepática. Siguiendo sus deseos, su hijo Joaquín extrajo y trasplantó sus córneas a otros pacientes.

## Saga familiar
Su obra ha continuado gracias al trabajo de sus hijos Joaquín Barraquer, que continuó su labor al frente del Centro de Oftalmología Barraquer de Barcelona, y José Barraquer, también oftalmólogo conocido como "el padre de la cirugía refractiva moderna", y a sus nietos, Elena Barraquer Compte y Rafael Ignacio Barraquer Compte, que igualmente se han dedicado a la oftalmología.
En 1973 se fundieron la clínica y el Instituto en el Centro de Oftalmología Barraquer.